# وولترسدورف (زاکسونی)-آنهالت
وولترسدورف (زاکسونی)-آنهالت (به آلمانی: Woltersdorf) یک منطقهٔ مسکونی در آلمان است که در بیدریتس واقع شده‌است. وولترسدورف  ۴۰۳ نفر جمعیت دارد.